# Bruno Frappat
Bruno Frappat est un journaliste et homme de presse français né le 3 octobre 1945 à Grenoble.
Il a été directeur de la rédaction du Monde, directeur de La Croix et président du directoire du groupe Bayard Presse.

## Biographie
Tout juste âgé de 19 ans, en 1964, il fait ses débuts en tant que journaliste. Il a effectué l'essentiel de sa carrière dans la presse quotidienne, à l'exception de sa participation sous le pseudonyme de Joannès Chaize dans La Gueule ouverte. Après un passage d'un an au Dauphiné libéré, il arrive au journal Le Monde, où il s'occupe d'abord d'éducation, des questions de société, avant de devenir rédacteur en chef (1987-1991) puis directeur de la rédaction du quotidien de 1991 à 1994.
En janvier 1995, il prend la tête du journal La Croix. Il a pris sa retraite à l'automne 2009 après avoir été président du directoire du groupe Bayard Presse et éditorialiste du journal La Croix. Il publie des chroniques hebdomadaires dans La Croix (depuis 1995) et dans Le Dauphiné libéré (depuis 2007).
Au début de l’année 2009, à la suite des États généraux de la presse écrite, dont il est l'un des quatre « chefs de groupe », Bruno Frappat est chargé de piloter un groupe de dix sages qui a proposé aux partenaires sociaux un code de déontologie visant à actualiser la charte du SNJ et la charte de Munich.
Bruno Frappat a écrit ou coécrit de nombreux ouvrages[réf. souhaitée]. Il a été membre de l'Association des journalistes universitaires (AJU)[réf. souhaitée].
À partir de 2006, il préside avec Daniel Picouly le jury d'un prix récompensant la meilleure nouvelle, parmi celles issues d'un concours à destination du grand public, organisé par le magazine Vivre Plus et Culture et bibliothèques pour tous à l'occasion du Livre sur la place à Nancy.[réf. nécessaire].
Dans le journal La Croix daté du 18 juin 2021, Bruno Frappat annonce son « ultime chronique » intitulée L'Humeur des jours.

## Publications
- Si les mots ont un sens : chroniques : 1987-1993 (préf. Claude Roy, ill. Serguei), Paris, Le Monde, 1994, 362 p. (ISBN 2-87899-077-3)Recueil de chroniques publiées initialement dans le journal Le Monde de 1987 à 1993.
- L'Humeur des jours : 1996-2000, Paris, Bayard, 2001, 541 p. (ISBN 2-227-13936-6)Recueil de chroniques publiées initialement dans le journal La Croix de 1996 à 2000.

## Prix
- Prix Richelieu 2017;
- Lauréat du prix 2019 de l’Académie catholique[1].